# Dysdera daghestanica
Dysdera daghestanica är en spindelart som beskrevs av Peter Mikhailovitch Dunin 1991. Dysdera daghestanica ingår i släktet Dysdera och familjen ringögonspindlar. Inga underarter finns listade i Catalogue of Life.